# Timorvisslare
Timorvisslare (Pachycephala orpheus) är en fågel i familjen visslare inom ordningen tättingar.

## Utbredning och systematik
Timorvisslaren förekommer i östra Små Sundaöarna. Den delas in i tre underarter med följande utbredning:
- Pachycephala orpheus orpheus – öarna Rote, Timor, Jaco (öster om Timor), Atauro (mellan Timor och Wetar) samt Wetar
- Pachycephala orpheus par – ön Roma öster om Wetar
- Pachycephala orpheus compar – Leti och Moa öster om Timor

Tidigare placerades par och compar istället i bandavisslaren (Pachycephala macrorhyncha), men fördes till timorvisslaren efter genetiska studier.

## Status
IUCN bedömer hotstatus för orpheus å ena sidan samt par och compar å andra sidan var för sig, båda som livskraftiga.